# Szent Szív Katolikus Egyetem
A Szent Szív Katolikus Egyetem (olaszul: Università Cattolica del Sacro Cuore, UCSC) egy tekintélyes katolikus egyetem, milánói központtal. Az intézménynek 14 kara van, ezzel Európa legnagyobb magánegyeteme.

## Történet
Az egyetemet Agostino Gemelli alapította 1921 végén Milánóban egy katolikus értelmiségi csoporttal.

## Rektorok
- Agostino Gemelli (1921–1959)
- Francesco Vito (1959–1965)
- Ezio Franceschini (1965–1968)
- Giuseppe Lazzati (1968–1983)
- Adriano Bausola (1983–1998)
- Sergio Zaninelli (1998–2002)
- Lorenzo Ornaghi (2002–)

## Szervezet
- 14 kar
- 7 posztgraduális iskola

## Egykori híres diákjai, tanárai
- Romano Prodi (miniszterelnök)
- Oscar Luigi Scalfaro (köztársasági elnök)
- Angelo Scola (milánói érsek)
- Luigi Giussani (a Comunione e Liberazione alapítója)